# Агаев, Эднан Тофик оглы
Эднан Тофик оглы Агаев (род. 25 октября 1956, Баку, Азербайджанская ССР, СССР) — управляющий партнёр юридической фирмы ASTEY International, кандидат исторических наук. В прошлом — советский и российский дипломат, чрезвычайный и полномочный посол (1999). Занимается международными проектами, включая трансграничные слияния и поглощения, финансирование международных инфраструктурных и инвестиционных проектов.

## Биография
Эднан Агаев родился 25 октября 1956 года в городе Баку, Азербайджанская ССР.
После ухода с государственной службы с 1999 по 2013 год Эднан Агаев являлся одним из учредителей и старшим партнером российской международной юридической фирмы EПAM. Возглавлял практику международного консалтинга, участвовал в большинстве международных проектов фирмы. Кроме того, он представлял Российскую Федерацию в Международном суде ООН.
В 1979 году окончил Московский государственный институт международных отношений (МГИМО). В 1985 году защитил кандидатскую диссертацию по проблематике советско-американских отношений в Дипломатической академии МИД СССР.
С 1980 по 1999 год занимал высокопоставленные должности в МИД СССР и России. С 1994 по 1999 год являлся чрезвычайным и полномочным послом Российской Федерации в Республике Колумбия. Являлся представителем Российской Федерации в Первом комитете Генеральной Ассамблеи ООН, главой делегации Российской Федерации на различных переговорах по вопросам международной безопасности и контролю над вооружениями, занимал должности Специального советника министра иностранных дел, руководителя департамента анализа и прогнозирования. Работал в Секретариате ООН, Институте ООН по исследованиям в области разоружения (UNIDIR), был членом консультативного Совета по разоружению при генеральном секретаре ООН.
С 2001 по 2012 год был одним из основателей и исполнительным вице-президентом Российско-Американского Совета делового сотрудничества (РАСДС).
Эднан Агаев являлся профессором МГИМО, читал лекции в качестве приглашенного профессора в различных университетах, включая Джорджтаунский университет (США), Женевском институте международных отношений и развития (Швейцария), Пантеон-Ассас (Франция).
Эднан Агаев имеет правительственные награды СССР, РФ и Республики Колумбия.
Владеет английским, французским и испанским языками.

## Награды
- Благодарность президента Российской Федерации (20 сентября 2011) — За активную работу по защите интересов Российской Федерации[5].

## Дипломатический ранг
- Чрезвычайный и полномочный посланник 1 класса (6 июля 1994)[6].
- Чрезвычайный и полномочный посол (9 сентября 1999)[7].